# イラー
イラー（サンスクリット: इला Ilā）は、インド神話の女神。ヴェーダにおいてはイダー(Iḍā)あるいはイラー(Iḷā)といい、牛乳やバターの供物が神格化されたものであった。後世には男でもあり女でもある神秘的な存在とされるようになった。

## 起源
イラーないしイダーとは「栄養」を意味し、もともと牝牛によって供給される牛乳やバター（もしくはギー）による供物を指したが、『リグ・ヴェーダ』においてすでに女神化され、「バターの手を持つ」（巻7の第16賛歌）あるいは「バターの足を持つ」（巻10の第70賛歌）と形容されている。『リグ・ヴェーダ』巻3の第29賛歌ではアグニをイラーの息子と呼んでいる。

## 系譜
『マハーバーラタ』巻1の系譜によると、プラジャーパティのひとりマリーチからカシュヤパが生まれ、カシュヤパと女神アディティの間に太陽神ヴィヴァスヴァットが生まれ、ヴィヴァスヴァットからヴァイヴァスヴァタ・マヌが生まれ、マヌからイラーが生まれた。イラーは月種の始祖プルーラヴァスの父でもあり母でもあった:1.103-104。しかしながら巻13ではプルーラヴァスをイラーとブダの子とする:8.290。
『リグ・ヴェーダ』の有名なプルーラヴァスとウルヴァシーの別れの詩（巻10の第95賛歌）の末尾でプルーラヴァスを「アイラ」と呼んでいる箇所があり、この語はイラーの子という意味に解釈可能である。イラーの系譜はこの名前の説明神話として発生した可能性がある:300。
『シャタパタ・ブラーフマナ』1.8.1.7以下では大洪水から逃れて唯一の人間となったマヌが子孫を作ることを欲してバターなどの乳製品を供犠に祭儀を行った結果イダーが生まれ、マヌとイダーから人類が生まれたとしている。
イラーはミトラ＝ヴァルナの娘とされることもある。上記のシャタパタ・ブラーフマナでははっきりしないが、『ヴァーユ・プラーナ』によるとイラーはマヌがミトラ＝ヴァルナのために行った儀礼によって生まれ、ミトラ＝ヴァルナは彼女を養女として迎えたとする。

## 両性具有
上記のように『マハーバーラタ』では、イラーはプルーラヴァスの父でもあり母でもあると言っている。
『ラーマーヤナ』巻7ではイラ（イラーではなく、マヌの子でもない）という王がシヴァの森にかけられた呪いによって女になり、後に月ごとに男になったり女になったりしたという伝説を載せる。
『バーガヴァタ・プラーナ』によると、マヌは男の子をさずかるように祈ったが、女のイラーが生まれた。マヌの願いによってヴァシシュタは彼女を男に変え、スデュムナと名づけられた。しかしシヴァの呪いのかかった森であるシャラヴァナに足を踏みいれた結果、再び女にされた。イラーは水星神ブダと結婚してプルーラヴァスを生んだが、女であることを好まず、ヴァシシュタが介入することによってシヴァ神は月ごとにイラーが男になったり女になったりすることを許した。
プラーナ文献によってイラーの性別転換には3つのパターンがあり、第1は男のイラとして生まれたがシヴァの森の呪いによって女のイラーになったとするもの、第2は女のイラーとして生まれ、ブダと結婚してプルーラヴァスを生んだ後に男のスデュムナになったが、シヴァの森の呪いで再び女になったとするもの、第3は第2と基本的に同じだが男のスデュムナになった後にシヴァの森の呪いで再び女になってその後にブダと結婚したとするもの（『バーガヴァタ・プラーナ』はこのパターン）である。第2と第3がより一般的である:253-254。